# Борец ладьевидный
Борец ладьевидный (лат. Aconitum cymbulatum) — многолетнее травянистое растение, вид рода Борец (Aconitum) семейства Лютиковые (Ranunculaceae).

## Распространение и экология
Ареал вида охватывает Северный Кавказ. Эндемик. Описан с Эльбруса.
Произрастает на лугах в альпийском и субальпийском поясе.

## Ботаническое описание
Стебель невысокий, до 50 см, простой, совершенно голый.
Листья разделённые почти до основания на широколанцетные к основанию клиновидно суженные доли, в нижней части стебля на длинных черешках, расставленные, в средней и верхней густо покрывающие стебель.
Соцветие — конечная, немногоцветковая кисть. Шлем высотой 5—10 мм, оттянутый в длинный носик; околоцветник голый, светло-синий; боковые доли околоцветника округлые, в поперечнике 17—18 мм; нижние неравные, длиной 15—16 мм, шириной до 3—8 мм, с обеих сторон голые, по краям довольно густо ресничатые. Нектарники с мало загнутым шпорцем, широко мешковидной пластинкой и двулопастной, кверху загнутой губой.

## Таксономия
Вид Борец ладьевидный входит в род Борец (Aconitum) трибы Живокостные (Delphinieae) подсемейства Лютиковые (Ranunculoideae) семейства Лютиковые (Ranunculaceae) порядка Лютикоцветные (Ranunculales).
|  |                       |  |                                               |                                               |                                         |  | ещё четыре подсемейства (согласно Системе APG II) | ещё четыре подсемейства (согласно Системе APG II) |                                           |  |  |  | ещё 2 рода              | ещё 2 рода            |  |  |
|  |                       |  |                                               |                                               |                                         |  | ещё четыре подсемейства (согласно Системе APG II) | ещё четыре подсемейства (согласно Системе APG II) |                                           |  |  |  | ещё 2 рода              | ещё 2 рода            |  |  |
|  |                       |  |                                               | семейство Лютиковые                           |                                         |  |                                                   |                                                   | триба Живокостные                         |  |  |  |                         | вид Борец ладьевидный |  |  |
|  |                       |  |                                               | семейство Лютиковые                           |                                         |  |                                                   |                                                   | триба Живокостные                         |  |  |  |                         | вид Борец ладьевидный |  |  |
|  | порядок Лютикоцветные |  |                                               |                                               | подсемейство Лютиковые (Ranunculoideae) |  |                                                   |                                                   | род Борец, или Аконит                     |  |  |  |                         |                       |  |  |
|  | порядок Лютикоцветные |  |                                               |                                               |                                         |  |                                                   |                                                   |                                           |  |  |  |                         |                       |  |  |
|  |                       |  | ещё десять семейств (согласно Системе APG II) | ещё десять семейств (согласно Системе APG II) |                                         |  |                                                   | ещё восемь триб (согласно Системе APG II)         | ещё восемь триб (согласно Системе APG II) |  |  |  | ещё от 250 до 300 видов |                       |  |  |
|  |                       |  |                                               | ещё десять семейств (согласно Системе APG II) |                                         |  |                                                   |                                                   | ещё восемь триб (согласно Системе APG II) |  |  |  |                         |                       |  |  |